# Endiandra gillespiei
Endiandra gillespiei är en lagerväxtart som beskrevs av A. C. Smith. Endiandra gillespiei ingår i släktet Endiandra och familjen lagerväxter. Inga underarter finns listade i Catalogue of Life.